# Fimbrina
A fimbrina é uma proteína que entrecruza os filamentos de actina, tornando-os assim paralelos uns em relação aos outros. Impede também a actuação da proteína motora miosina II. O seu efeito é comparável ao da alfa actinina que agrega filamentos de actina em feixes contrácteis.
Esta proteína encontra-se presente a interligar os feixes de actina nas microvilosidades, em filopódios e nos esterocílios das células do cabelo.
(fonte: The Cell: a Molecular Approach, Cooper & Hausman, 4ª edição)